# Chen Deng
En aquest nom xinès, el cognom és Chen.
Chen Deng, nom estilitzat Yuanlong (元龍), va ser un estrateg durant el període de la tardana Dinastia Han Oriental de la història xinesa. Ell era el fill de Chen Gui.

## Biografia
Chen Deng era lleial, recte, i honest, profund en caràcter i posseïa grans idees, i des de ben jove aspirava a defensar el regne i salvar a la gent. Llegia molt i tenia un gran talent literari; no n'havia llibres o assaigs que no estudiara. Quan tenia 25 anys, ell va ser recomanat com un Filial i Incorrupte, i va ser nomenat per ser el cap de la comuna de Dongyang. Allà es va fer càrrec de la gent gran i va criar als orfes, estimant la gent amb tot el seu cor. Per aleshores, la fam va afectar la població i aquesta es moria, i el Governador Provincial Tao Qian va recomanar Chen Deng per ser el Coronel d'Afers Agraris. En aqueixa posició, Chen Deng avaluà les terres agrícoles, i va dur a terme programes de reg. Beneficiada per açò, la terra va produir una gran quantitat de conreus.
Ell llavors va ser manat com enviat a la Província de Xu. El Gran Progenitor, Cao Cao, feu Chen Deng Gran Administrador de Guangling, i li ordenà de reclutar gent per conspirar contra Lü Bu. Quan Chen va arribar a Guangling, ell jutjà al poble de manera justa i clara, i la seva autoritat es va manifestar al llarg del territori. El pirata Xue Zhou, que hi tenia més de deu mil cases particulars pertanyent a la seva banda, es va rendir a ell. Abans que passés un any, els seus objectius eren assolits, i els plebeus el temien i l'estimaven. Chen va dir aleshores, "Ja estem preparats."

## Família
- Pare: Chen Gui
- Germà menor: Chen Ying